# 小控制信號特性
小控制信號特性（small control property）簡稱SCP，是非線性控制理論中的詞語。在{\displaystyle {\dot {x}}=f(x,u)}型式的非線性系統，若針對每一個{\displaystyle \varepsilon >0}，都存在{\displaystyle \delta >0}，讓所有滿足{\displaystyle \|x\|<\delta }的狀態{\displaystyle x}，都有{\displaystyle \|u\|<\varepsilon }可以讓系統在該狀態下的李亞普諾夫函數對時間的微分為負定。
簡單來說，小控制信號特性是指考慮任意小的控制信號，只要起始狀態和系統原點的距離夠近，該控制信號都可以讓系統漸近穩定。